# Zacuscă
La zacuscă és un plat de verdures fregides en oli, típic de molts països dels Balcans, especialment de Romania. En Turquia és conegut com a acuka. Els seus ingredients principals són albergínies, pebrots vermells i cebes al forn. S'hi poden afegir tomàquets, bolets pastanagues, etc. Existeixen moltes varietats de zacuscă, canviant els ingredients emprats. També s'hi poden afegir espècies, normalment el pebre i el llorer.
D'acord amb la tradició romanesa, després de la collita de tardor, les famílies els preparen en conserva en flascons estèrils per a ser consumits durant l'hivern. Avui en dia es poden trobar a les botigues. La presentació habitual és untat en una llesca de pa.
Un preparat molt similar a Bulgària rep el nom de lutenița.

## Etimologia
El mot zacuscă és d'origen eslau (закуска, zakuska), amb el significat de snack o aperitiu. L'arrel eslava (кус, kus) vol dir gustós, deliciós o mos.

## Ingredients bàsics
- Ceba
- Pebrot
- Albergínia
- Tomàquet
- Oli
- Espècies

## Tipus de zacuscă
- De pebrots
- De bolets
- De mongetes
- De peix de Lippovan